# Elaphoglossum cardiophyllum
Elaphoglossum cardiophyllum är en träjonväxtart som först beskrevs av William Jackson Hooker, och fick sitt nu gällande namn av Moore. Elaphoglossum cardiophyllum ingår i släktet Elaphoglossum och familjen Dryopteridaceae. Inga underarter finns listade.